# Корник, Эмиль
Эмиль Альбер Ивон Корник (фр. Émile Albert Yvon Cornic, 23 февраля 1894 — 20 августа 1964) — французский фехтовальщик, призёр Олимпийских игр.

## Биография
Родился в 1894 году. В 1928 году принял участие в Олимпийских играх в Амстердаме, где стал обладателем серебряной медали в командном первенстве в фехтовании на шпагах.